# New Faith Network
New Faith Network is een video-on-demandplatform met een christelijke signatuur dat in 2017 in Nederland werd gelanceerd. De streamingdienst biedt voornamelijk christelijke films en series aan en produceert daarnaast ook eigen content. Het platform is tevens actief in België, Luxemburg, het Verenigd Koninkrijk, Ierland, Noorwegen, Zweden, Australië en Nieuw-Zeeland.

## Geschiedenis
New Faith Network is op 17 december 2017 opgericht door het Nederlandse video-on-demandbedrijf BeyondDutch (voorheen DutchChannels), dat zich exclusief richt op nichegroepen. Het platform werd tegelijk in Nederland, België en Luxemburg gelanceerd. In eerste instantie werden er voornamelijk video's geplaatst met antwoorden op geloofsvragen, maar al snel werd de focus verlegd naar voornamelijk christelijke films en series. In 2019 werd de streamingdienst eveneens actief in het Verenigd Koninkrijk, Ierland, Noorwegen en Zweden en in 2020 in Australië en Nieuw-Zeeland. In het najaar van 2023 werd de van oorsprong Nederlandse streamingsdienst beschikbaar in bijna heel Europa. Het kantoor is nog steeds gevestigd in Hilversum.
In 2022 heeft New Faith Network ruim 50.000 abonnees, verdeeld over negen landen.

## Aanbod
New Faith Network biedt films, series, documentaires en eigen producties aan die overwegend christelijk van aard zijn. Naast het uitzenden van titels als The Shack, When Calls the Heart, en I Can Only Imagine, streamt New Faith Network ook zelf geproduceerde programma's met Sonja Silva tussen 2018 en 2020, maar ook het Wekelijks Woord, met bekende sprekers als Willem Ouweneel, Paul Visser, Wilma Veen, Orlando Bottenbley en Martin Koornstra, De Oorsprong, met onder meer Almatine Leene, Jurjen ten Brinke, Cocky Drost, Wilkin van de Kamp en David de Vos, en de documentaireserie De Rugzak. Daarnaast is er een groot aanbod voor kinderen, waaronder het programma Elly Vertelt met Elly Zuiderveld-Nieman.